# فرودگاه کالیماراو
فرودگاه کالیماراو (به انگلیسی: Kalimarau Airport) (به زبان بومی: Bandar Udara Kalimarau) یک فرودگاه همگانی با کد یاتا BEJ است که یک باند فرود آسفالت دارد و طول باند آن ۱۸۵۰ متر است. این فرودگاه در کشور اندونزی قرار دارد و در ارتفاع ۱۸ متری از سطح دریا واقع شده‌است.

## شرکت‌های هواپیمایی و مقصدهای پروازی
| شرکت‌های هواپیمایی | مقصدهای پروازی        |
| ----------------- | --------------------- |
| گارودا ایندونزیا  | سلطان آجی محمد سلیمان |
| KalStar Aviation  | تمیندونگ، یوواتا      |
| Sriwijaya Air     | سلطان آجی محمد سلیمان |
| وینگز ایر         | سلطان آجی محمد سلیمان |